# CHU Mohammed-VI (Marrakech)
Ne doit pas être confondu avec CHU Mohammed-VI (Oujda).
Le CHU Mohammed-VI de Marrakech est un centre hospitalier universitaire marocain situé à Marrakech. Il est affilié au ministère de la Santé. Il se compose de 4 hôpitaux, qui sont l'hôpital Ibn Al-Nafees, l'hôpital Ibn Tofail, l'hôpital Al-Razi, l'hôpital mère et enfant, en plus d'un centre d'oncologie et d'hématologie.

## Histoire
Le CHU Mohammed VI (Marrakech) a été créé en vertu de la loi n° 82.00, modifiée par la loi n° 37.80 relative aux centres hospitaliers,.

## Capacité
- Hôpital Ibn Al-Nafees : 220 lits
- Hôpital Ibn Tofail : 409 lits
- Hôpital mère-enfant : 274 lits
- hôpital Al-Razi : 587 lits
- Centre d'oncologie et d'hématologie: 86 lits

## Spécialités médicales
Les hôpitaux affiliés au CHU Mohamed VI de Marrakech ont les spécialités suivantes,,,, :
| Centre Hospitalier Universitaire Mohammed VI (Marrakech) | Centre Hospitalier Universitaire Mohammed VI (Marrakech) |
| l'hôpital                                                | Spécialités médicales |
| -------------------------------------------------------- | --- |
| Hôpital Ibn Al-Nafees                                    | - Psychiatrie |
| Hôpital Ibn Tofail                                       | - Chirurgie orthopédique et traumatologique - Assistance médicale d'urgence SAMU - Réanimation médico-chirurgicale - Neurochirurgie - Chirurgie générale - Chirurgie buccale et maxillo-faciale - Hôpital de jour en Oncologie (Cancer du sein) - Réanimation obstétricale et gynécologique - Hémodialyse - Des rayons - Conseil externe - Soins palliatifs - Chirurgie ambulatoire - Naissance |
| hôpital Al-Razi                                          | - Pathologie anatomique - Cardiologie - Chirurgie cardiovasculaire - Chirurgie plastique et brûlures - Chirurgie thoracique - Chirurgie abdominale - Dermatologie - Endocrinologie - Exploration de carrière - Gastroentérologie - Laboratoire de biochimie - Laboratoire d'hématologie - Laboratoire d'immunologie - Laboratoire de microbiologie - Maladies infectieuses - Médecine interne - Néphrologie - Neurochirurgie - Neurologie - Ophtalmologie - Otorhinolaryngologie - Pneumologie - Des rayons - Rhumatisme - Chirurgie orthopédique - Urologie - Médecine physique et réadaptation - Pharmacie centrale |
| Hôpital mère-enfant                                      | - Urgences des enfants - Consultation de gynécologie - Pédiatrie - Des rayons - Néonatologie - Gynécologie - Réanimation des enfants - Thérapie naturelle |
| Centre d'oncologie et d'hématologie                      | Oncologie médicale - Radiothérapie - Médecine nucléaire - Greffe de moelle - Maladies du sang (hématologie) - Unité de reconstitution des cytotoxiques |